# Xiehe (socken i Kina, Hunan)
Xiehe (kinesiska: 协和, 协和乡) är en socken i Kina. Den ligger i provinsen Hunan, i den södra delen av landet, omkring 270 kilometer nordväst om provinshuvudstaden Changsha.
Genomsnittlig årsnederbörd är 1 766 millimeter. Den regnigaste månaden är maj, med i genomsnitt 286 mm nederbörd, och den torraste är december, med 22 mm nederbörd.